# تپه خان نین
تپه خان نین مربوط به عصر آهن است و در شهرستان کلاله، بخش مرکزی، روستای گرگاندوز واقع شده و این اثر در تاریخ ۷ مرداد ۱۳۸۲ با شمارهٔ ثبت ۹۳۳۶ به‌عنوان یکی از آثار ملی ایران به ثبت رسیده است.